# Bagata (territoire)
Ne doit pas être confondu avec Bagata (Burkina Faso).
Bagata est un territoire et une localité de la province du Kwilu en république démocratique du Congo.

## Description et subdivisions
Le territoire de Bagata couvre une superficie de 17 776 km2, soit la taille du Swaziland ou du Koweït (il occuperait le 157e rang en superficie sur une liste de 221 pays et territoires).
Dans la province du Kwilu, le territoire de Bagata est l'entité au nord-ouest. Il est frontalier au district de Mai-Ndombe (au nord du Kasai) plus précisément les territoires de Idiofa et de Kutu. À l'ouest du Kwango, le district des Plateaux constitue la frontière occidentale. Le territoire s'étire ensuite en direction du sud-ouest jusqu'à la ville-province de Kinshasa. Bagata est borné au sud par le district de Kwango (territoire de Kenge).
Il a globalement la forme d'un triangle dont le sommet est la ville de Bandundu aux environs de laquelle se croisent les fleuves Kasaï et Kwango, respectivement ses frontières nord et ouest. Au sein du Kwilu, le territoire de Bagata est adossé aux territoires de Masi-Manimba et de Bulungu.
Il est organisé en 5 collectivités (5 secteurs) et une cité.
Secteurs
- Kidzweme
- Kwango-Kasai
- Kwilu-Ntobere
- Manzasay
- Wamba-Fatundu

Cité
- Bagata

Les cinq secteurs (collectivités) sont subdivisées en 72 groupements qui comptent quelque 630 villages dont seul Bagata, le chef-lieu a le statut de cité.

## Commune
Le territoire compte une commune rurale de moins de 80 000 électeurs.
- Bagata (commune), (7 conseillers municipaux)

## Milieu physique
Le territoire de Bagata est ainsi limité à l’Ouest par la rivière Kwango, au nord-est par le Kasaï. Il est traversé par le Kwilu, qui se jette à Bandundu dans le Kwango et la Wamba, qui se jette également dans le Kwango à Kingata, ainsi que par l’Inzia, qui je jette à Bagata dans le Kwilu. Toutes ces rivières sont navigables sur la totalité de leur cours dans le territoire.
Le territoire est occupé à 80 % par la savane arbustive avec de rares inclusions de savanes. La forêt dans Bagata est avant tout représentée par les galeries forestières des grandes rivières et de leurs affluents, Kwilu et Kwango, tandis que les rives du Kasaï sont entièrement déboisées.
Malgré le grignotage de l'agriculture, on peut encore admirer des massifs forestiers de belle allure dans 3 secteurs.
- Secteur de Wamba : les forêts de Kishia-Kambulu et Kishia Ngasi, forêt de Fabiese, de Kingalabaka, Kingala Matele, Kingala Mubenga, de Kimbwo, de Ntundu-Kingundzu-Kimbwo, la forêt de Kingonbe à Mukusu ;
- Secteur de Manzasay : forêts de Bulunkunbi, qui va jusqu’à Pokane, Mobanda, Lufimpa, Lunkala, Ngeme, et la forêt de Ndana, celle de Tomenkuye, Kimbibi, plus haut celle de Muli jusqu’à Ngei, la forêt de Kibwadi, Kindongombe, de Kinkwa, de Mbalibi, de Mpie, de Mpimoy Kimwanza, de Tikapaseka ;
- Secteur de Kidzweme : les forêts de Mpanga, de Lukwei, de Kibey, de Mbanzadi.
Les savanes arbustives et herbeuses du territoire sont menacées par le passage répété des feux de brousse, les jachères courtes  ainsi que la coupe répétée des jeunes arbres.

## Caractéristiques socio-culturelles
(juin 2024).
 (juin 2024).
Si vous disposez d'ouvrages ou d'articles de référence ou si vous connaissez des sites web de qualité traitant du thème abordé ici, merci de compléter l'article en donnant les références utiles à sa vérifiabilité et en les liant à la section « Notes et références ».
Le territoire de Bagata est peuplé des groupes ethno-tribaux suivants : les Mbala, les Yansi, les Boma, les Humbu, les Teke, les Nkana et les Hungana. 
Cependant les populations sont essentiellement Yanzi et Mbala, dans tous les secteurs, avec une inclusion Boma dans celui de Kwilu-Kasai. Le secteur de Kizweme est mélangé, il maintient ce fond Yanzi-Mbala, mais avec des apports multiples d’Idiofa et de Bulungu.
Ces groupes tribaux se retrouvent aussi dans les territoires environnants et vivent en certains endroits en symbiose. À titre d'exemple, les Teke et les Humbu constituent aussi les peuples autochtones de la ville Province de Kinshasa, au sud-ouest du territoire de Bagata.
Les tribus ci-haut présentées offrent une diversité des valeurs traditionnelles qui constituent un riche et important arsenal culturel dont la qualité peut être exploitée en termes des ressources touristiques.
Les différentes tribus qui composent la population sont très apparentées et accusent une très forte homogénéité culturelle et linguistique. Ainsi, les locutions dans le territoire peuvent être regroupées en  grands regroupements linguistiques suivants:
- le (ki)Mbala et (ki)Hungana sont apparentés aux (ki)Ngongo, (ki)Songo et le (ki)Pindi;

- les (ki)Yansi et le (ki)Boma sont apparentés aux (ki)Sakata, (ki)Dinga, (ki)Mputu, (ki)Lori et le (ki)Ngoli,

- le (ki)Humbu, le (ki)Teke, et le Nkana, langues parlées dans le Bagata sont apparentées au Nku.

## Démographie, développement social et éducation
LE TERRITOIRE DE BAGATA ET SES DIFFERENTS SECTEURS ET GROUPEMENTS
1. Introduction
Le territoire de BAGATA est né en 1966, à la suite de la désignation de BANDUNDU comme chef-lieu de la Province regroupant les districts de Kwango, de Kwilu, de Mai-Ndombe et de Plateau. Avec beaucoup de conséquences, surtout sur le Territoire de Bagata.
En dépit de sa position charnière entre la ville de Kinshasa et les autres sous-régions de la province, le Bagata sans infrastructure, vit dans une situation alarmante, sans  référence pour son développement, et nous voulons avoir des idées claires sur le territoire de Bagata en passant par l’éducation et la santé.
Le territoire de Bagata fait l’objet d’une négligence de sa population à tous le niveau de la vie nationale. Le territoire est peu connu et abandonné. Nous demandons aux autorités du Pays en générale et ceux de Bagata en particulier de se réveiller pour la reforme de ce territoire dans ses diverses ouvres.
2. SITUATION GEOGRAPHIQUE
À la naissance de la province de Bandundu en 1966, le territoire de Baningville fut transféré à la petite cité de Bagata sans aucun aménagement de la part de la province qui a hérité de toutes infrastructure du territoire, sans eau, ni électricité, ni téléphone, ni véhicule. C’est l’image de Bagata jusqu’aujourd’hui et pourtant aucun territoire de la République n’est mieux situé que notre chef-lieu par sa position charnière. C’est le territoire qui a le contact avec tous les autres territoires et d’autres Provinces, notamment : Kwango et le Mai-Ndombe.
a.     Ses limites :
Le territoire de Bagata est limité :
Ø  Au Nord : par le territoire de Kutu dans le district du Mai-Ndombe et par la commune de Mayoyo de Baningville ;
Ø  Au Sud : par le territoire de Masi-manimba, de Bulungu ainsi que de Kenge au sud-ouest ;
Ø  A l’Est : par le territoire de Bulungu et Idiofa ;
Ø  A l’Ouest : par la commune urbain de Mayoyo de Bandundu ville, le territoire de Kwamounth dans le district de plateau et la commune de Maluku.

b.     Type de climat
                         Le territoire de Bagata a un climat tropical, auquel intervient l’alternance de deux saisons à savoir : la saison de pluie et la saison sèche. Celle de pluie débute à la mi-août et se termine à la mi-Mai, tandis que celle de saison sèche commence le 15 Mai et prend fin en début septembre et sa température est variable suivant d’une saison à l’autre.
c.      Kilométrage des routes vitales
                      Dans ce cadre, nous pouvons préciser à la population qui ignore encore les différentes distances séparant le chef-lieu du territoire de Bagata à ceux des secteurs :
| Chef-lieu du territoire | Secteurs     | Chef-lieu secteur | Kilométrage |
| Bagata                  | Kwamounth    | Mbangumi          | 90 Km       |
| Bagata                  | Kwilu-Ntober | Ntober            | 36 Km       |
| Bagata                  | Kidzweme     | Tshimbane         | 82Km        |
| Bagata                  | Manzasay     | Manzasay          | 67 Km       |
| Bagata                  | Wamba        | Fatundu           | 120 Km      |

d.      Superficie et population :
Le territoire Bagata couvre une superficie de 18.276 Km2 et englobe en son sein, une population de plus ou moins 1.152.197 habitants et quelques missionnaires, avec une densité de 61 habitants par Km2. Cfr le tableau ci-dessous :
e.       TABLEAU SYNOPTIQUE DE LA POPULATION PAR ENTITE DEMOGRAPHIQUE EN 2013
| SECTEURS       | HOMMES  | FEMMES  | GARÇONS | FILLES  | TOTAL     | SUP EN BA |
| Cité de bagata | 18.383  | 23.448  | 33.609  | 39.107  | 111.247   | 28        |
| Kwango-kasaï   | 21.978  | 23.948  | 37.437  | 410.406 | 1.240.766 | 3.508     |
| Kwilu-Ntober   | 8.847   | 12.810  | 21.691  | 24.084  | 66.732    | 3.510     |
| Kidzweme       | 42.871  | 45.688  | 48.465  | 61.780  | 168.401   | 2.888     |
| Manzasay       | 28.661  | 36.999  | 90.807  | 96.648  | 283.102   | 3.438     |
| WAMBA          | 74.233  | 71244   | 129.073 | 133.399 | 407.949   | 8.194     |
| TOTAL          | 194.973 | 150.137 | 361.662 | 386.371 | 1.162.397 | 15.216    |

f.       Administration
Compte tenu de son importante superficie, le territoire de Bagata est organisé en des différentes entités administratives reconnues officiellement et représentées dans le tableau ci-après :
| N°    | Secteur        | Chef-lieu | Groupement | village |
| 01    | Cité de Bagata | BAGATA    | 40         | 39      |
| 02    | Kwango-kasaï   | MBANGUMI  | 9          | 73      |
| 03    | Kwilu-Ntober   | NTOBER    | 10         | 66      |
| 04    | Kidzweme       | TSHIMBANE | 12         | 121     |
| 05    | Manzasay       | MANZASAY  | 24         | 144     |
| 06    | Wamba          | FATUNDU   | 16         | 265     |
| Total |                |           | 72         | 667     |

3.     Situation politique
Sur le plan politique, il n’y a aucune avancée dans le Bagata. Le politicien lui-même intellectuellement, a eu une certaine assise intelligence mais politiquement il est nulle part, il faut le compter par une petite minorité.
La politique est devenue une grande société pour absorber les chômeurs sans aucun projet de société à présenter et à défendre.
4.     Composition du Bagata
Le Bagata est habité majoritairement par les Yansi (Bayansi) qui cohabitent harmonieusement avec les Mbala, les teke, les Sakata, les Ngongo et les Wungani.
Un père missionnaire Jésuite a fait l’élonge des Yansi et de sa belle terre « landa muyansi munansi andi, nsi andi yina lelensi »
Cette terre plane sans colline est composée de cinq (5) secteurs :
v  KIDZWEME/TSHIMBANE avec 12 Groupements :
1)      Batere
2)      Kibwadi
3)     Kinkuku
4)     Kinsoma
5)     Kipata
6)     Mbelo
7)     Mbwanzie
8)     Mbwansa
9)     Ndana
10)  Nkwa
11)   Ntumu
12)   Panga
v  KWANGO-KASAÏ/NTOBER avec 10 Groupements
1)      Mbaka-kasaï
2)      Mbaka-kaswele
3)     Mbaka-nguli
4)     Mbaya-manvula
5)     Mbaya-salikoko
6)     Mbeno-kasaï
7)     Mpana-bwah
8)     Sampiere
9)     Soka-pilipili
10)  Wula.
v  MANZASAY/MANZASAY avec 24 Groupements
1)      Nzumanzo
2)      Falwano
3)     Fampie
4)     Fampuni
5)     Kabwanga
6)     Kibwadi
7)     Kimbau
8)     Kimbimbi
9)     Kimobo
10)  Kimbuma
11)   Kimpini
12)   Kindongo
13)  Kinshu
14)  Kisala
15)  Mbaya
16)  Mbenda
17)  Mutombo
18)  Mushuni
19)  Ndamo
20) Nguli
21)   Ngwene
22)  Pimbidi
23)  Kinsongo
24) Ndana
v  WAMBA/FATUNDU avec 16 Groupements
1.       Balula
2.       Bonga
3.      Fadiaka
4.      Fambembe 1
5.      Fambembe 2
6.      Fankana
7.      Fayala
8.      Kalakitini
9.      Kinkutu
10.   Kinsia
11.    Mubenga
12.    Ngonde
13.   Ngulu
14.   Simba
15.   Simuna
16.   Zanga
2.1. Voies de communication
·        Téléphone :
Jusqu’aujourd’hui le territoire de Bagata souffre de l’absence des téléphones cellulaires. Cela ne présente aucun intérêt pour nos hommes au pouvoir.
·        Phonies :
Il faut parcourir des longues distances pour atteindre le seul moyen de communication qui nous reste.
·        Routes :
De Kinshasa à l’intérieur, le territoire de Bagata est facilement accessible par la porte de :
ü  Mongata-Bandundu-Bagata
ü  Bukanga-lonzo- Fatundu-Bagata
ü  Kolokoso-Manzasay-Bagata
Malheureusement, toutes ces routes sont en état de délabrement très avancé et très mal entretenues avec les ponts détruits, sablonnés et impraticables.
À partir de Bagata, on a la facilité d’entrer dans le district de Mai-Ndombe, de Plateau, de Kwilu et de Kwango.
2.2. Voies fluviales :
Le territoire de Bagata est bien gâté et baigné par :
·        La rivière Kasaï : qui nous sépare des territoires de Kutu et Oswhe et amène vers le territoire d’Idiofa au Kasaï (ILEBO) ;
·        La rivière Kwango : qui nous amène à Kenge, Popo-Kabaka et Kwango-Lunda ;
·        La rivière Wamba : qui nous conduit à Kenge et Kahemba ;
·        La rivière Kwilu : on voit Kikwit, Bulungu, Gungu et Feshi ;
·        La rivière Inzia : nous voyons nos voisins de Masi-manimba.
Ces rivières inondent le territoire de Bagata pour une meilleure culture et favorable à l’élevage et à la pisciculture.
Elles permettent le grand tonnage des marchandises par rapport aux autres moyens. Et les Belges ont bien conduit la RDC par l’exploitation des bateaux. Aujourd’hui, ces rivières sont devenues suicidaires par des noyades. Les pirogues ont remplacée des bateaux.  
2.3. Voies aériennes :
Elles sont actuellement inexistantes. A l’époque, les missionnaires catholiques exploitaient l’aérodrome de :
·        Mission Bagata
·        Mission Beno
·        Mission Mbanza-Lute
·        Mission Misay et les missionnaires protestants avaient le monopole de Kikongo. Cela une fois par mois pour la paie des enseignants. La B.A.T s’installait à Lunkuni. A présent, la foret a pris le contrôle de tout.
2.4. Bacs
La circulation à travers le territoire de Bagata pose un énorme problème de traverser les rivières et leurs affluents avant de tomber sur les routes sablonneuses.
On est obligé de traverser :
·        Le bac de Kwilu (voir le port de Buzala) vers Manzasay et Fatundu ;
·        Le bac de Kasaï vers Kutu – Oswhe ;
·        Le bac de Kwilu – Inzia vers Bulungu-Masi ;
·        Le bac de Inzia à Munsuni vers Mukamo-Masi ;
·        Le bac de Wamba à Fatundu vers Bukanga-lonzo-Kinshasa.
·        Le bac de Bandundu-ville (voir le port ONATRA).
Actuellement il se pose une grande difficulté pour désenclaver le secteur de Wamba et de Manzasay à partir de la route de Mongata-Bandundu dont la distance est de 420 Km.
Une étude pour installer un bac sur le port de Menkwo est sollicitée sur la rivière Kwango pour la traversé de Menkwo- Fasila- Misay. Un autre bac à prevoir à Beno-mission pour atteindre directement la scierie de Ndana, secteur de Manzasay au lieu de détourner à Bagata, plus ou moins 80 Km.
2.5. Ponts :
Il est difficile de faire 10 à 15Km sans traverser une cour d’eau ou contourner sans source d’eau. Souvent il faut se déshabiller pour atteindre l’autre côté ou travers sur un pont à tronc d’arbre avec beaucoup de risques de plonger dans l’eau. Cependant, le territoire de Bagata est le seul et unique qui alimente Kinshasa la Capitale de la RDC avec des produits agricoles. C’est pourquoi, nous sollicitons le réaménagement des routes et ponts pour relier les différents villages agricoles, notamment : la route de la localité Ntundu, qui est un grand village de la production agricole, Lunkala, et Kindongo-Mbe avec des ponts modernes sur :
·        La Rivière Nzo-ngiey à Ntundu ;
·        La rivière Ezam à Lunkala
·        La rivière Mubulu vers Kindongo-mbe chef-lieu du Groupement Kindongo pour atteindre le secteur de Manzasay.
Cette situation avec des sables empêche les véhicules à bien circuler et évacuer les produits surtout agricoles.
Le Territoire de Bagata pleure régulièrement ses morts par les accidents des circulations routières et de noyades dans des fleuves. Les rescapés sans soutien, deviennent encore plus malheureux par les pertes énormes de leurs marchandises sans indemnisation. Les rares véhicules, pirogues et Baleinières, surchargés et en mauvais état sans contrôle technique dont les propriétaires sont les hommes au pouvoir ou des officiers militaires, ne sont pas assurés et se moquent des sinistrés.
5.     Education
Le territoire de Bagata a été longtemps défavorisé en matière d’enseignent de primaire et de secondaire. Nous avons à l’époque pour l’enseignent primaire, la mission de Beno, mission Wombali et Ngi sans cycle secondaire ; au moment où les frères Jésuites inondaient le Kwilu d’écoles secondaires y compris les écoles techniques.
Aujourd’hui le territoire peut se réjouir des maternelles, primaires et secondaires cependant, il reste pauvre en technique, supérieur et Universitaires.
A présent, le territoire peut compter sur le terrain plus de 800 écoles, de plus ou moins 5.769 classes et dans plus de 84.164 élèves répartis comme suit :
| Catégorie   | Nombre d’écoles | Nombre de classes | Nombre d’élèves |
| Maternelles | 69              | 108               | 4.087           |
| Spéciales   | 4               | 16                | 40              |
| Primaires   | 446             | 3.062             | 40.623          |
| Secondaires | 321             | 2.583             | 39.414          |
| Total       | 800             | 5.769             | 84.164          |

Le territoire de Bagata a un besoin urgent de posséder des centres des formations féminine, des centres de formation des animateurs en développement, des centres d’alphabétisation et des rattrapages ainsi que de métiers (menuiserie, maçonnerie, couture, boulangerie voire charcuterie). Le centre de métier a bien existé à Beno à l’époque de pères Jésuites, et qui est presque par terre aujourd’hui.
Il est malheureux au moment où tous les territoires de Kwilu ont plusieurs centres de formation Supérieurs et Universitaires de longue date, le Bagata n’a que trois centres Supérieurs à peine créés et qui fonctionnent avec mille difficultés dont :
- 1.       ISDR/MISAY
- 2.       ISP/BAGATA
- 3.      ISP/MANZASAY

Cela explique une certaine carence intellectuelle dans le Bagata. Et pourtant le Bagata a des intellectuels des hauts niveaux, formés ailleurs et mieux placés et peuvent songer au développement de leur contré.
Il n’y a pas de développement sans éducation et sans formation. Voilà donc notre défi majeur à tous.
6.     SANTE
Le territoire de Bagata avait un hôpital de référence de Bandundu ville qui chapeautait l’hôpital de Bagata-cité bien bâtis.
Actuellement le Bagata a ces deux derniers, de Kikongo des protestants et de l’Etat, et un hôpital privé de Fasila appartenant au Dr M’BUY TAMUNDEL. Quelques centres médicaux des sœurs de Misay et de l’Etat, de Mission-Beno, de Mbanza-lute, etc.
Toutes ces formations souffres de l’enclavement par des mauvaises routes mal entretenues et des cours d’eau sans pont pour faciliter la traversé. Les matériels et les médicaments manquent cruellement.
Les infirmiers originaires sont rares et s’intéressent peu à la médecine. Nous voulons motiver surtout des filles-mères pour leur formation et leur encadrement.
L’aide extérieur, même des OGND ne se manifeste pas. Nous voulons redynamiser et multiplier des centres de santé pour lutter contre les maladies endemo-épidémique, le phénomène fille-mère et garçon délinquants.
La création des centres d’apprentissage des métiers avec éducation sanitaire et le développement de la médecine traditionnelle serait une bonne chose pour le territoire de Bagata.
La médecine, les soins doivent s’approcher de la population, c’est-à-dire les zones sont trop éloignées des malades dans cette contrée sans transport ni ambulance. Il faut parcourir plus ou moins 20 Km pour trouver un centre de santé et maternité. D’où le risque de décès pendant les accouchements est trop élevé.
7.      Activités commerciales agro-industrielles
Le territoire de Bagata, aujourd’hui abandonné et ignorer, était l’un des territoires de Kwilu Bandundu, du Pays le mieux coté et considéré avec :
·        Le port de l’ONATRA/BANDUNDU et ses petits ports dissimilés sur rivières, il y avait du travail pour les jeunes gens, qui, aujourd’hui sont devenus de chômeurs. Tout est « souvenir » aujourd’hui.
·        L’usine de DIMA-LUMBU C.K. la Compagnie du Kasaï avait à travers tout le territoire, des magasins de vente en gros et en détail et des élevages des gros et menu bétails. Par manque de volonté, surtout politique et prévoyance, le territoire est arrivé à la destruction.
·        Les huileries de Musuni, de Kimboly, etc. sont ignorés et sans bateaux, sans parler de petits ports sur les rivières.
·        Les scieries de Ndana et Ndungu complètement disparues et pourtant les villages, les hommes et les beaux bois sont encore là. Le Bagata a besoin d’une bonne gouvernance, des investisseurs et de ses fils « initiateurs ».
·        B.A.T/Lunkuni, hier la fierté d’un territoire avec ses petits porteurs (avions), a laissé des malades par intoxication de tabac sans les indemniser ni poursuite judiciaire.
Personne n’est à mesure de reprendre la relève dans ce foret fertile pour une meilleure plantation.
7.1.             Pisciculture
Apres avoir parcouru tout le Congo et tous les continents, le Dr M’BUY TAMUNDEL confirme que la terre de Bagata présente une terre favorable, une terre arable à la pisciculture des divers poissons et des crocodiles. Il y a toujours un problème des encadreurs.
7.2.            Activités minières et pétrolière
Le manque d’exploitation minière par les Belges, a fait croire aux nos originaires dédit territoire que le Bagata est pauvre. Le Bagata est riche, il a juste besoin des investisseurs pour pouvoir exploiter le territoire de Bagata. Les minerais de l’Angola, de Tembo s’imigrent à Bagata par la rivière Kwango. Kipanda/Fatundu est devenu un grand village des creuseurs manuels de diamants. Ces eaux de Bagata Moke ; Fatobo – Fasila/Wamba dégageant l’odeur de pétrole cherchent des prospecteurs pour tout le sous-sol du territoire.
7.3.            Agriculture
La terre de Bagata est parfaitement fertile et cultivable avec un climat humide. L’Administration Nationale et Provinciale n’a jamais songé à octroyer à la population des intrants, notamment : tracteurs et outils aratoires même en location pour le développent et le social de cette population. Toutes les travaux champêtre se font manuellement et cela parvient à nourrir la ville de Kinshasa en :
·        Manioc : parmi les meilleurs fufu du pays et très substantif ;
·        Courges : fort appréciables dans la prévention anti-prostate, meilleur avec les poissons fumés ;
·        Mbuengi (Niébé) : meilleure protéine végétale ;
·        Arachide : cultivables à toutes les saisons ;
·        Miel : recherché à Kinshasa à cause de son action antitoxique ;
·        Wangila : un bon repas, mélangé avec les poissons fumés ;
·        Maïs : mélangé avec la farine de manioc, la journée est bien terminée ;
·         Huile de palme : a déjà fait ses preuves depuis le temps colonial ;
·        Vin de palme : tiré le matin, vous n’avez plus besoin de champagne ;
·        Chikwangue : élément de base dans le territoire ;
·        Mangue : les enfants adorent plus que les adultes et peut facilement être transformé pour le jus ;
·        Banane : substitut ou remplacement de la Chikwangue ;
·         Orange : plus adorée par toutes les générations.
Le Bagata, territoire très idéal en tout, peut produire beaucoup de produits agricoles tel que : mangoustan, riz, nsafu, pomme de terre, sucre, etc.
La création des coopératives avec l’encadrement parfois obligatoire des agronomes est souhaitable pour le développement dédit territoire comme au temps colonial.
Les agriculteurs, majoritairement jeunes sans formation et chômeurs, survivent en vendant leurs produits agricoles dans les villes et par les commerçants ambulants. Ils sont cependant confrontés à plusieurs difficultés à savoir :
Ø  La moitié des produits d’office récupérée par les transporteurs (propriétaires des véhicules, bateaux…)
Ø  La multiplicité des taxes par différents services de l’Etat (hygiène, transport, BRB, Fonds de promotion culturel, environnement, agriculture, droit de terre, DGRK, SE NA SE, commerçant, etc.) d’où ils bénéficient difficilement du quart de leur produit.

8.     Culture et arts
Ils cultivent, forment et éduquent la jeunesse. Il est malheureux de constater qu’aucune activité de ce genre n’existe par manque d’initiateurs.  
Le Yom national est resté à son état ancestral et pourtant il y a un service de culture et arts.
Le Yansi est chanteur et danseur, et sait faire danser et pouvons-nous songer aux :
-         Saxophoniste Sébastien GALETA ATEY
-         Maracas Roger IZEIDI
-         Guitariste Fougous
-         Chanteur TABU LEY NDOMBE OPETUM ;
-         Emeneya Djo kester, etc.
Nous voudrions que ce territoire soit un lieu culturel merveilleux, O-ngan, Mungwon, Ngongo, et Diana-nwana doivent être développés et modernisés.
9.     Elevages
La terre de pâturage de Bagata est favorable à l’élevage de n’importe quel bétail.
La société C.K., les pères Jésuites ont bien exploité à Bandundu ville, à Ito, à Beno, à Nsia, à Mokala, à Mapinanga. 
Aujourd’hui, il ne reste qu’un joli souvenir d’une bonne viande.   
Dr Valentin M’BUY TAMUNDEL
Rédacteur
Manager Papy NDOMBE BUNDIELE
Secrétaire de saisie
CONCLUSION
En tenant compte de manque de référence sur le Bagata en général et le Kalakitini en particulier, nous nous sommes forcés de réfléchir à haute voix pour exalter les nôtres à faire plus et mieux, pour contribuer au développement intégral du territoire de Bagata.
Nous devons encadrer, appuyer et promouvoir toute activité de production visant le bien être intégral de la population locale.
Nous devons avoir beaucoup d’imaginations et d’intelligence pour créer des structures et cultures pour son développement local, régional et national0.
Notre réflexion nous amène à constater que le Bagata a beaucoup d’intellectuels bien formés à Kinshasa et à l’extérieur du pays, sans aucune idée de leur territoire et surtout ont peur de se faire découvrir.
Grâce aux élections, quelques paysans commencent à découvrir quelques têtes pensantes du milieu qui ne connaissent pas les réalités et surtout ils ne peuvent pas investir.
Ce qui est malheureux, l’intellectuel de Bagata en majorité yansi n’aime pas se faire connaitre leur origine et surtout qu’on n’arrive pas à le connaitre qu’il est yansi et ça donne l’impression que cela les énerve quand on arrive à identifier leur origine.
Et nous devons réfléchir à développer notre contrée avec un minimum de volonté.
Notre réflexion nous pousse à nous aider, à nous définir nous-même, à sortir de ce complexe.
Pour parler de développement, nous devons d’abord réfléchir sur l’éducation, la formation avec des bonnes écoles et un personnel hautement qualifié, des centres de formation, des institut bien adaptés au milieu.
Dr M’BUY TAMUNDEL Valentin
Directeur L.A.C
Aviation médecin examinateur
Médecin traitant
Formateur de navigant
Formateur des personnels medio-sanitaires
En 2010, la démographie du territoire de Bagata selon les chiffres de l'administration du territoire est répartie ainsi par secteur :
- Kidzweme : 95 761 habitants
- Kwango-Kasai : 185 650 habitants
- Kwilu-Ntobere : 53 750 habitants
- Manzasay : 242 045 habitants
- Wamba-Fatundu : 302 000 habitants
- Cité de Bagata : 52 896 habitants
- Total : 932 102 habitants

La répartition par sexes, selon le pourcentage de la Division Provinciale de l’Intérieur Bandundu (2003) donne les chiffres actualisés suivants :
- Hommes (14,07 %) : 131 147
- Femmes (17,35 %) : 161 620
- Garçons (32,76 %) : 305 357
- Filles (35,82 %) : 333 978

## Économie et développement durable
1.1.              Agriculture
 (juin 2024).
La terre de Bagata est parfaitement fertile et cultivable avec un climat humide. L’Administration Nationale et Provinciale n’a jamais songé à octroyer à la population des intrants, notamment : tracteurs et outils aratoires même en location pour le développent et le social de cette population. Toutes les travaux champêtre se font manuellement et cela parvient à nourrir la ville de Kinshasa en :
·        Manioc : parmi les meilleurs fufu du pays et très substantif ;
·        Courges : fort appréciables dans la prévention anti-prostate, meilleur avec les poissons fumés ;
·        Mbuengi (Niébé) : meilleure protéine végétale ;
·        Arachide : cultivables à toutes les saisons ;
·        Miel : recherché à Kinshasa à cause de son action antitoxique ;
·        Wangila : un bon repas, mélangé avec les poissons fumés ;
·        Maïs : mélangé avec la farine de manioc, la journée est bien terminée ;
·         Huile de palme : a déjà fait ses preuves depuis le temps colonial ;
·        Vin de palme : tiré le matin, vous n’avez plus besoin de champagne ;
·        Chikwangue : élément de base dans le territoire ;
·        Mangue : les enfants adorent plus que les adultes et peut facilement être transformé pour le jus ;
·        Banane : substitut ou remplacement de la Chikwangue ;
·         Orange : plus adorée par toutes les générations.
Le Bagata, territoire très idéal en tout, peut produire beaucoup de produits agricoles tel que : mangoustan, riz, nsafu, pomme de terre, sucre, etc.
La création des coopératives avec l’encadrement parfois obligatoire des agronomes est souhaitable pour le développement dédit territoire comme au temps colonial.
Les agriculteurs, majoritairement jeunes sans formation et chômeurs, survivent en vendant leurs produits agricoles dans les villes et par les commerçants ambulants. Ils sont cependant confrontés à plusieurs difficultés à savoir :
Ø  La moitié des produits d’office récupérée par les transporteurs (propriétaires des véhicules, bateaux…)